# Sumpigaster ruwenzorica
Sumpigaster ruwenzorica là một loài ruồi trong họ Tachinidae.